# Underground forever
Albums de Dee Nasty
Nastyness
(2001)
Underground Forever est le sixième album de Dee Nasty.

## Liste des titres
1. Dee Nasty - Underground Forever Intro
2. AMS Crew - Underground Zero
3. The Understudies - Now & Then
4. Family Tree - Virgo
5. Ill Bill - The Name's Bill
6. Diverse - Certified
7. Ras Kass, Pharoahe Monch et Hi-Tek - Can You See What I See
8. Fakts One - Grown Folks
9. The UN - D.O.A. (Deadly On 'Arrival)
10. Crush One - Atmosphere
11. J-Live - Get Live
12. Maylay Sparks - Robin Hoodz
13. Spectac - When I Rock
14. Chan, Akrobatik et Ripshop - Clap Ya Hands
15. Libretto - Volume
16. Spittin Python - They Don't Know
17. Aphletik & A. Wilson - Can I Turn Up
18. Perverted Monks - Make You Wanna
19. Aceyalone - Lost Your Mind
20. Masta Killa - Digi Warfare
21. Prince Po - Hold Dat
22. Substance Abuse et MF Doom - Profitless Thoughts